# Videnski graben
Videnski graben je desni pritok reke Sotle, mejne reke med Slovenijo in Hrvaško. V Sotlo se izliva pri vasi Vidina. 